# كتاب عشائر الشام
كتاب عشائر الشام كتاب ألفه أحمد صفي زكريا يتحدث عن العشائر و القبائل العربية في سوريا، وعن أصولها وفروعها، وعادتها وتقاليدها وعُرفِها وطباعها، وخصوماتها وحروبها، ويتحدث عن بدو سوريا ووطنياتهم وخياناتهم، وطُرُق معيشتهم، ومصايفهم ومشاتيهم، ومن القبائل التي يذكرها:  العقيدات -الجبور- طيء- عنزة- شمر - الدليم - الموالي - الحديدين، والبقارة والنعيم والبوشعبان والولدة والعفادلة وغيرها. وهو يصيب أحياناً كثيرة، ويخطئ أحيانا، وفي الكتاب معلومات موثوقة، ومعلومات غير صحيحة، فالرجل لم يكن بدوياً، ولذلك لم ينصف البدو، وإنما أخضع الكتاب لمزاجه في بعض الأحيان، ولاجتهاده أحيانا أخرى، ومع هذا فإن الكتاب لا يخلو من الفائدة العظيمة خاصة في توثيق حروب القبائل ومعاركها وثوراتها  ويتألف الكتاب من قسمين.

## القسم الأول
صدر هذا القسم عام 1945م  في موضوعات متعددةٍ، فيتحدث عن ما أُلِّف عن البدو، وعن جغرافية ديارهم، وتاريخهم، وأقسام قبائلهم، وهجراتها القديمة منذ الجاهلية وصدر الإسلام، وعن بدو الشام الأولين، وتطور تلك القبائل على مرِّ العصور
ثم يتحدث عن أوصاف البدو، وحالاتهم الاجتماعية، وتأثير المناخ فيهم، وما قاله في حقهم ابن خلدون. وعن تقاليدهم، وأعمالهم ومهنهم، وعن تشريعاتهم، ومحاكمهم، ودعاواهم، وعن الحقوق الجزائية لديهم.

## القسم الثاني
صدر هذا القسم عام 1947 م  وتم تخصيصه  لتعداد كل قبيلة من من قبائل وعشائر الشام، فتحدث عن عشائر محافظة دمشق، فعشائر محافظة حوران، فجبل الدروز، فمحافظة حمص، فعشائر لبنان، فاللاذقية، فحماة، فحلب، فجبل سمعان بأقضيته، فمحافظات الفرات(ديرالزور والرقة)، فمحافظة الجزيرة الفراتية
وخُتم الكتاب بالحديث عن العناصر غير العربية في البلاد الشامية، كالأكراد، والتركمان، والشركس، والداغستان، والشيشان.

## وصلات خارجية
رابط لتحميل كتاب عشائر الشام :
أحمد وصفي زكريا، عشائر الشام، دار الفكر، الطبعة الثانية، 1983،